# Ralph Moore
Ralph Moore (Brixton, 24 december 1956) is een uit het Verenigd Koninkrijk afkomstige Amerikaanse jazzsaxofonist van de hardbop.

## Biografie
Ralph Moore kwam in 1970 naar de Verenigde Staten. In 1972 verhuisde hij naar Californië om bij zijn vader te gaan wonen. Hij speelde in het jazzorkest aan de Santa Maria High School. In 1975 studeerde hij aan het Berklee College of Music. In 1981 verhuisde hij naar New York, waar zijn professionele carrière als muzikant begon. Hij speelde in het kwintet van Horace Silver, met wie hij op tournee ging door Europa en Japan. Als drukbezet sideman werkte Moore tijdens de komende jaren bovendien met Roy Haynes, de Mingus Dynasty en Freddie Hubbard. In de zomer van 1983 ging hij op tournee met Dizzy Gillespies Reunion Big Band. Ralph Moore speelde bovendien bij plaatopnamen van Kenny Barron (Invitation), Ray Brown, Kevin Eubanks, Dusko Goykovich (Bebop City, 1995), Gene Harris, Roy Haynes (True or False, 1986), Bill Mays, Valery Ponomarev, Jimmy Knepper (Dream Dancing, 1986) en het Brian Lynch Sextet. Hij trad met J.J. Johnson op in het New Yorkse Village Vanguard.
Vanaf midden jaren 1980 nam Moore een reeks albums op bij Criss Cross Jazz met de begeleidingsmuzikanten Steve Turre, Mulgrew Miller en Marvin Smitty Smith op zijn album Rejuvenate! (1988). In 1996 speelde hij samen met Roy Hargrove en Oscar Peterson (Oscar Peterson Meets Roy Hargrove and Ralph Moore, Telarc). In hetzelfde jaar werkten Hargrove en Moore aan het album The Composer van Cedar Walton.

## Discografie
- 1985: Round Trip (Reservoir Music) met Brian Lynch, Kevin Eubanks, Benny Green, Rufus Reid, Peter Washington
- 1987: 623 C Street (Criss Cross Jazz) met David Kikoski, Buster Williams, Billy Hart
- 1988: Rejuvenate! (Criss Cross Jazz)
- 1988: Images (Landmark)
- 1990: Furthermore (Landmark) met Roy Hargrove
- 1993: Who It Is You Are (Savoy Records)
- 1995: West Coadst Jazz Summit (Mons Records) met Eric Reed, Robert Hurst, Jeff Hamilton

- Bibliothèque nationale de France: cb13930788x (data)
- Gemeinsame Normdatei: 134579259
- International Standard Name Identifier: 0000 0000 7838 9571
- Library of Congress Control Number: no98000088
- MusicBrainz: 138c975d-d55e-48b8-9b4c-e47b5bbe8b9a
- Nationale Bibliotheek van Tsjechië: ola2002159501
- Nederlandse Thesaurus van Auteursnamen: 104777338
- Système universitaire de documentation: 156870606
- Virtual International Authority File: 5120918
- WorldCat: E39PBJjhFCy38xWcvRbppkXjmd